# Gonzalo N. de Arámburu
Gonzalo N. de Arámburu Rosas (Lima, 10 de marzo de 1899-Westminster, 1980) fue un diplomático peruano.

## Biografía
Nacido en Lima en 1899, fue hijo de Narciso de Arámburu Dorca y de Victoria Rosas y de la Puente. Poco después de la muerte de su padre, su madre (una hija de Francisco Rosas y bisnieta de los marqueses de Villafuerte) se casó con el filósofo y político Alejandro Deustua. Estuvo casado con la uruguaya Mercedes González Morales.
Arámburu realizó sus estudios escolares en el Instituto de Lima y cursó los superiores en la Universidad de San Marcos, donde obtuvo los grados de bachiller en Filosofía y Letras, y en Ciencias y Económicas, y en la Universidad Central de Madrid, donde se licenció en Leyes en 1924.
En 1920, ingresó al servicio diplomático de su país como asistente del Ministerio de Relaciones Exteriores en Lima. Fue segundo secretario en las legaciones en Berlín y Roma, secretario de la Comisión Especial para la Cuestión de Tacna y Arica en Washington D. C. (1922-1924) y primer secretario en Madrid (1929) y en Río de Janeiro (1933). Promovido a encargado de negocios de esta última legación, durante un corto tiempo quedó al mando de la misión que, precisamente, negoció el Protocolo de Río de Janeiro que puso fin a la guerra colombo-peruana. En 1936, fue nombrado consejero de la legación en Londres y, en 1940, regresó a la Cancillería como ocupar el cargo de jefe de la Dirección de Protocolo.
En 1944, el Perú reconoció al gobierno en el exilio de De Gaulle y designó a Arámburu enviado ante el Comité Francés de Liberación Nacional en Argel y, luego de la desocupación de París, ministro plenipotenciario. Con esta condición, formó parte de la delegación peruana en la primera Asamblea General de las Naciones Unidas celebrada en Londres en 1946. En junio de este último año, fue nombrado embajador en Colombia y, en 1952, en Ecuador, donde, a raíz de un incidente militar en la frontera, fue declarado persona non grata en 1953 por lo que tuvo que dejar el país. En abril de 1953, pasó a ser el primer embajador de su país en la República Federal Alemana, puesto que ocupó hasta 1955. Paso en este año al Uruguay y, en 1963, al Reino Unido, siendo esta la última misión que dirigiría hasta 1969. 
Retirado del servicio activo permaneció como consejero cultural de la embajada de su país en Londres hasta su fallecimiento en 1980. Sus bienes servirían para la creación de la Fundación de la Academia Diplomática peruana.